# Fekete János (helytörténész)
Fekete János (Kiskunfélegyháza, 1924. április 3. – Kiskunfélegyháza, 2008. október 6.) pedagógus, helytörténész, Kiskunfélegyháza díszpolgára.

## Élete
Tanulmányait a Fehér Iskolában kezdte, majd a Tanítóképző Intézetben folytatta, tanítói oklevelét 1944-ben vette át. Pedagógusi pályáját Bükkmogyorósdon kezdte, 1945-től Pálmonostorán tanított, itt volt iskolaigazgató is. 1950-ben testnevelőtanári képesítést is szerzett.  A Kiskunfélegyházi Járási Tanács kulturális elnökhelyettese 1958. december 9 –1969. július 15. között. 1969. július 15.–1982. november 30. között a Bács-Kiskun Megyei Tanács Végrehajtó Bizottsága egyházügyi titkára volt. (Állami Egyházügyi Hivatal) 1983. január 31-én korengedménnyel nyugdíjba vonult.
Helytörténészként 1959-ben kezdett publikálni. Névtani, néprajzi, várostörténeti kutatásokat végzett. A kiskunfélegyházi honismereti mozgalom vezetője volt. Tagja volt a Magyar Néprajzi Társaságnak, a Magyar Nyelvtudományi Társaságnak, a Bács-Kiskun Megyei Honismereti Szövetségnek, elnökségi tagja volt az Országos Petőfi Sándor Társaságnak. Alapító tagja, 1997-től 2003-ig elnöke volt a Móra Ferenc Közművelődési Egyesületnek. 2004-ig közreadott publikációiból két bibliográfia is készült.

## Elismerései
- 40 éves honismereti munkájáért 2000-ben Bél Mátyás Notita Emlékérmet kapott
- Helytörténeti-honismereti munkásságáért 1995-ben Kiskunfélegyháza díszpolgárának választották.
- 2004 Wlassics Gyula-díj
- 2005-ben az Országos Petőfi Sándor Társaság Petőfi-díját kapta meg

## Művei
Monografikus munkái közül kiemelkedő jelentőségű a Kiskunfélegyházi utcaneveket feldolgozó műve (Kiskunfélegyháza településfejlődése és utcaneveinek története, 1974; átdolgozott, bővített kiadás: Kiskunfélegyháza utcanevei, 2001) és az Ethnographiában megjelent tanulmánya (Kiskunfélegyházi útmenti keresztek, 1984).